# Mont-Saint-Pierre
Mont-Saint-Pierre è un villaggio del Canada, situato nella provincia del Québec, nella regione di Gaspésie-Îles-de-la-Madeleine.